# Fatos Kongoli
Fatos Kongoli (Elbasan, 1944. január 12. –) albán író, újságíró, matematikus, az Albán Tudományos Akadémia rendes tagja. A 20–21. századforduló albán prózairodalmának kiemelkedő alakja.

## Életútja
Szülővárosában, Elbasanban nőtt fel. Noha gyermekkorától elhivatottságot érzett az írásművészethez, végül úgy döntött, hogy az állampárti időszakban nem publikál nagyobb lélegzetű prózamunkákat, kreatív energiáit inkább matematikai kutatásokkal köti le. Ezért előbb Kínában, a Pekingi Egyetemen folytatott matematikai tanulmányokat az albán–kínai elhidegülés időszakában. Hazatérve 1967-ben szerezte meg diplomáját a Tiranai Egyetemen. Ezt követően azonban előbb újságíróként helyezkedett el, majd a tiranai Naim Frashëri Kiadó szerkesztője lett. Az 1960-as évek közepétől publikált kisebb elbeszéléseket, de korábbi fogadalmához híven nagyobb lélegzetű prózaműveket negyvenéves koráig csak a fióknak írt.

## Munkássága
A rendszerváltást követően lett ismert és elismert író, a 20–21. századforduló albán irodalmának egyik legkiemelkedőbb alakja, akinek különösen sodró erejű mesemondó tehetségét és sajátosan megkapó, lebilincselő stílusát méltatják dicsérői.
Az első, nagy feltűnést keltő regénye 1992-ben, negyvennyolc éves korában jelent meg I humburi (’A vesztes’) címmel. Cselekménye 1991 tavaszán játszódik, amikor több ezer albán bízta életét rozsdaverte lélekvesztőkre, hogy a nyomorúságos múltat maguk mögött hagyva elérjék az ígéretes Nyugatot. Következő regénye, a Kufoma (’A holttest, Tirana, 1994) első könyvének társadalmi tónusát vitte tovább, de érettebb elbeszélői stílus és megkapó gondolatmenetek, továbbá zaklatott, már-már kafkai ritmus jellemzik. A főszereplő, Festim Gurabardhi az albániai sztálinizmus utolsó évtizedének kisembere, aki bár akarattalan és ártalmatlan, mint megannyi honfitársa, mégis macska-egér harcba hajszolja a paranoiával átitatott rendszer, amelyben mindenki megfigyelő és megfigyelt egyszerre. Harmadik nagyregénye öt évvel később jelent meg Dragoi i fildishtë (Az elefántcsont sárkány, Tirana, 1999) címmel, egyfajta énregény, az 1960-as évek Kínájában egyetemi tanulmányait végző diák mindennapjait, a világra és a szerelemre való rácsodálkozását meséli el.
Kongoli több művét lefordították és kiadták angol, francia, olasz, spanyol, német, görög, szerb, bolgár, lengyel, szlovák és eszperantó nyelven. Emellett kisebb publicisztikái és kisprózai művei jelentek meg olyan európai folyóiratokban, mint a Le Monde, Le Figaro, La Stampa, Der Tagesspiegel, The Guardian, The Independent vagy az El País. Magyarul egy elbeszélése jelent meg a 2008-ban Pécsett kiadott, A közeli más – Írások Délkelet-Európából című prózaantológiában.
Számos egyéb kitüntetése mellett hazájában három ízben is elnyerte „Az év legjobb regénye”-díjat. 2008-ban szépirodalmi életműve elismeréseként az Albán Tudományos Akadémia rendes tagjává választották.

### Főbb művei
- Shqetësime të ngjashme: Tregime (’Egyforma izgalmak: Elbeszélések’). Tiranë: Naim Frashëri. 1972.
- Tregime (’Elbeszélések’). Tiranë: Naim Frashëri. 1978.
- Të fejuarit: Novelë dhe tregime (’Jegyesek: Novellák és elbeszélések’). Tiranë: Naim Frashëri. 1982.
- Ne të tre: Roman (’Mi hárman: Regény’). Tiranë: Naim Frashëri. 1985.
- Karuseli: Roman (’A körhinta: Regény’). Tiranë: Naim Frashëri. 1990.
- I humburi: Roman (’A vesztes: Regény’). Tiranë: Dituria. 1992.
- Kufoma: Roman (’A holttest: Regény’). Tiranë: Çabej MÇM. 1994.
- Dragoi i fildishtë: Roman (’Az elefántcsont sárkány: Regény’). Tiranë: Çabej MÇM. 1999.
- Ëndrra e Damokleut: Roman (’Damoklész álma: Regény’). Tiranë: Çabej MÇM. 2001.
- Lëkura e qenit: Roman (’A kutyabőr: Regény’). Tiranë: Toena. 2003.
- Te porta e Shën Pjetrit: Roman (’Szent Péter kapujánál: Regény’). Tiranë: Toena. 2005.
- Jetë në një kuti shkrepësesh: Roman (’Élet egy gyufásskatulyában: Regény’). Tiranë: Toena. 2007.
- Bolero në vilën e pleqve: Roman (’Boleró az idősotthonban: Regény’). Tiranë: Toena. 2009.
- Iluzione në sirtar: Pothuajse roman për vetveten (’Ábrándképek a fiókban: Majdnem-regény önmagamról’). Tiranë: Toena. 2010.
- Si-do-re-la: Roman (’Szi-dó-ré-lá: Regény’). Tiranë: Toena. 2011.
- Njeriu me fat: Roman (’A szerencsefi: Regény’). Tiranë: Toena. 2013.
- Gjemia e mbytur: Roman (’A vízbe fulladt csirke: Regény’). Tiranë: Toena. 2015.